# Protonarthron
Protonarthron – rodzaj chrząszczy z rodziny kózkowatych i podrodziny zgrzypikowych. 

## Zasięg występowania
Przedstawiciele tego rodzaju występują w Afryce Środkowej i Zachodnej.

## Systematyka
Do Protonarthron należy 8 gatunków:
- Protonarthron diabolicum
- Protonarthron dubium
- Protonarthron fasciatum
- Protonarthron gracile
- Protonarthron indistinctum
- Protonarthron microps
- Protonarthron olympianum
- Protonarthron subfasciatum